# Randia acunae
Randia acunae är en måreväxtart som beskrevs av Attila L. Borhidi. Randia acunae ingår i släktet Randia och familjen måreväxter. Inga underarter finns listade i Catalogue of Life.